# Dissidence cubaine

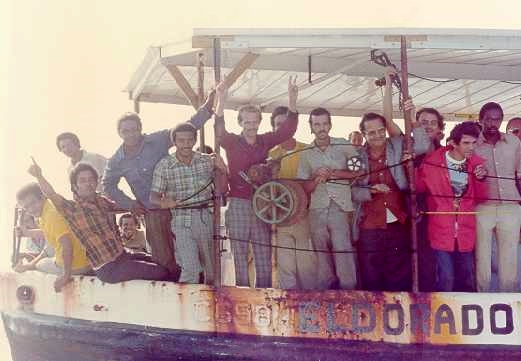
Un bateau de réfugiés cubains arrivé en Floride (exode de Mariel en 1980).

La dissidence cubaine est un mouvement politique à Cuba dont le but est de remplacer le régime castriste par une organisation politique plus démocratique. Selon Human Rights Watch, le gouvernement cubain réprime presque toutes les formes de dissentiment politique.

## Mouvements de la dissidence

### Rébellion de l'Escambray
La rébellion de l'Escambray a duré six ans, entre 1959 et 1965, principalement dans les montagnes de l'Escambray à Cuba, mais aussi dans l'ensemble des provinces cubaines, par des groupes d'insurgés qui s'opposent au gouvernement cubain dirigé par Fidel Castro.
Les groupes d'insurgés rebelles était un mélange d'anciens soldats de Fulgencio Batista, d'agriculteurs locaux et d'anciens guérilleros alliés qui avaient combattu à côté de Castro contre Batista pendant la révolution cubaine, comme Eloy Gutiérrez Menoyo. Le résultat final a été l'élimination de tous les insurgés par les forces gouvernementales cubaines en 1965,.

### Organisation pour la libération de Cuba
Groupe armé basé en Floride qui entendait renverser le gouvernement cubain dans les années 1970.

### Hermanos al Rescate
Organisation basée en Floride qui visait officiellement dans les années 1990 à porter secours aux balseros, des Cubains qui émigraient par la mer vers les États-Unis. Ses avions violaient régulièrement l’espace aérien cubain pour y affronter les autorités (jet de fusées de détresse, de fumigènes, largage d’explosifs artisanaux). 

### Commission cubaine des droits de l’homme
Elizardo Sánchez a fondé en 1987 la commission cubaine des droits de l’homme et la réconciliation nationale. L'objectif d'Elizardo Sánchez souhaitait engager un dialogue avec le régime cubain, plutôt que de faire appel à l'opinion internationale.
En 2018, la Commission cubaine des droits de l'homme publie une liste de 120 prisonniers politiques .

### Mouvement chrétien de libération
En 1988, un groupe de catholiques dirigé par Oswaldo Paya fonde le  Mouvement chrétien de libération (Movimiento Cristiano de Liberación, MCL) Celui-ci développe un message démocrate-chrétien, en lien avec l'Eglise catholique cubaine.
En mars 2017, Eduardo Cardet, coordinateur national du Mouvement chrétien de libération, est condamné à trois ans de prison pour « agression » d'un représentant de l'État lors de son arrestation en novembre 2016. C'est à la suite de ses critiques dans des médias étrangers envers Fidel Castro, mort quelques jours plus tôt, qu'il a été arrêté.

### Projet Varela
Le projet Varela (Proyecto Varela en espagnol) est un projet lancé  à Cuba en 1998 par Oswaldo Payá Sardiñas du Mouvement de libération chrétienne (CLM) pour réclamer une réforme constitutionnelle garantissant une plus grande liberté. Le projet porte le nom de Félix Varela, un chef religieux cubain qui lutta au XIXe siècle pour l'indépendance de Cuba. À la suite de cette initiative, de nombreux opposants au régime ont été emprisonnés pendant le printemps noir en 2003.

### Dames en blanc
Les Dames en blanc (en espagnol : Damas de Blanco), créé en 2003, est un mouvement d'opposition à Cuba réunissant des épouses et membres des parents de dissidents emprisonnés par le gouvernement de Fidel Castro. Les femmes protestent contre ces emprisonnements en assistant à la messe chaque dimanche vêtues d'une robe blanche, puis en marchant en silence dans les rues habillées de blanc. La couleur blanche est choisie pour symboliser la paix. Le mouvement a reçu le prix Sakharov remis par le Parlement européen en 2005.

### La nouvelle nation cubaine en armes
Établie en Floride, cette organisation vise à renverser le gouvernement cubain par les armes. Elle est considérée par La Havane comme un groupe terroriste. Le groupe revendique des actions de sabotages menées à Cuba, comme l’incendie de champs de canne à sucre ou de plantations de tabac.

### Artistes

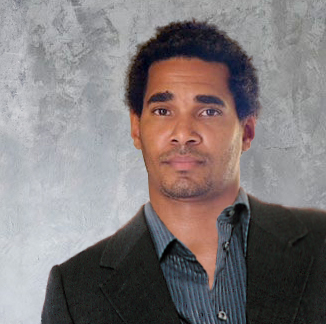
Luis Manuel Otero Alcántara du mouvement San Isidro.

En 2020, le mouvement San Isidro, critique la politique des autorités cubaines et notamment la promulgation du décret 349 visant à contrôler la production artistique à Cuba. Luis Manuel Otero Alcántara en est un des leaders . En mai 2021, trois artistes cubains Tania Bruguera, Sandra Ceballos et Tomas Sanchez demandent le retrait de leurs œuvres du Musée national des Beaux-Arts en soutien à Luis Manuel Otero Alcantara, « séquestré et maintenu sans communication par la sécurité de l'État » depuis le 2 mai.
En février 2021, six artistes Afro-Cubains : Yotuel Romero, Descemer Bueno, le duo Gente de Zona et les rappeurs Maykel Osorbo et El Funky se réunissent et interprètent sur les réseaux sociaux Patria y vida. Ce titre prend le contrepied du slogan révolutionnaire Patria o Muerte pour dénoncer 60 ans de dictature communiste à Cuba. En 72 heures le clip fait un million de vues sur YouTube et devient viral sur les réseaux sociaux cubains ,.
En juin 2022, Luis Manuel Otero Alcántara et Maykel Castillo Pérez sont condamnés respectivement à cinq et neuf ans de prison.

## Répression de la dissidence
Les opposants au régime castriste ont longtemps été combattus par les autorités. Selon Fidel Castro, on ne pouvait être qu'« avec la révolution ou contre la révolution ».
Parmi les militants cubains pour la démocratie :
- Huber Matos (1918-2014)
- Vladimiro Roca (es) (1942-)
- Guillermo Fariñas (1962-)
- Orlando Zapata (1967-2010)
- Darsi Ferrer Ramírez (es) (1969-2017)

### Prisons

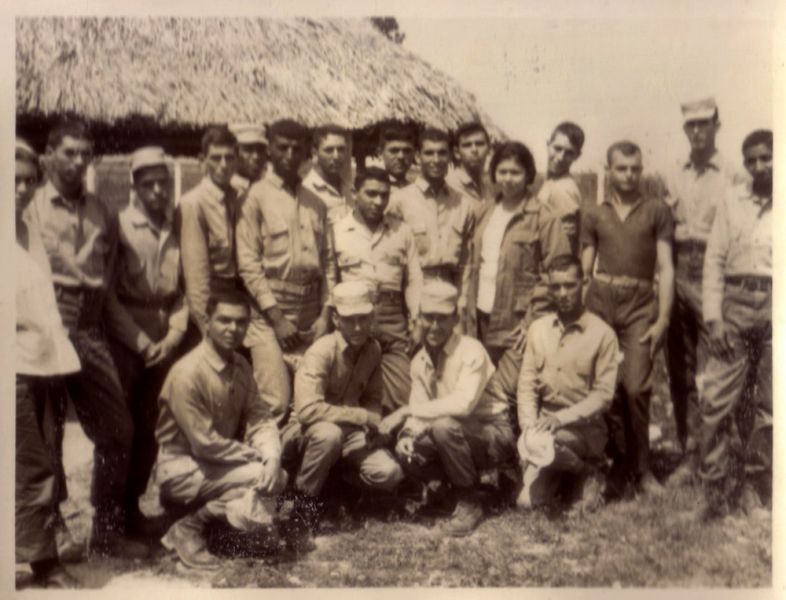
Homosexuels et opposants politiques dans un UMAP en 1967.

La Villa Marista est une prison située à La Havane. Elle est notoire pour la détention de prisonniers politiques par l'agence de sécurité nationale cubaine.
Les Unités militaires d'aide à la production (UMAP) sont des camps de travail destinés dans les années 1960, à « rééduquer » les homosexuels, les individus asociaux et les opposants au régime. Ces camps, au nombre de 200, sont installés dans la province de Camagüey. Dans une interview avec La Jornada en 2010, Fidel Castro a admis sa responsabilité dans les persécutions lors d'une question à propos des camps de l'UMAP : « Après mon arrivée au pouvoir, les représentants des minorités sexuelles étaient persécutés…Oui, il y a eu des moments de grande injustice, de grande injustice ! »,.

### Printemps noir
Le Printemps noir est une répression politique en  2003 par les autorités cubaines sur ses dissidents. Les 75 Cubains arrêtés sont essentiellement accusés d'être au service des États-Unis et avoir reçu de l'argent de celui-ci. Après la mort du prisonnier Orlando Zapata en 2010, à la suite d’une grève de la faim de 85 jours, les négociations entre l'Église cubaine et le régime communiste conduisent à la libération des derniers membres du groupe des 75 en 2012.

### Décès en prison des opposants
Pedro Luis Boitel soutient l’arrivée au pouvoir de Fidel Castro, puis s'oppose au régime mis en place. Après avoir monté une cellule clandestine, Orlando Zapata  est arrêté et condamné à dix-huit ans de prison. Il y est torturé et commence une grève de la faim jusqu’à sa mort le en février 2010 à l’âge de 42 ans.

### Mort d’Hansel Hernandez
Le 24 juin 2020, à La Havane, Hansel Hernandez, un Afro-Cubain de 27 ans suspecté de vol est tué d'une balle dans le dos par les forces de l'ordre. Sur les réseaux sociaux, parmi les réactions au meurtre de George Floyd, un message réclamant justice, publié par sa tante, est amplifié par des appels à manifester pour protester contre cet homicide, le racisme et les interventions policières brutales. Contraintes de réagir, les autorités gouvernementales interdisent tout rassemblement. Dans les rues, des militaires et des membres de la police nationale révolutionnaire sont déployés pour prévenir toute manifestation,. Le 30 juin, des dizaines d'artistes, tels que Tania Bruguera, de journalistes et d'opposants au régime en place, tels que José Daniel Ferrer, sont arrêtés afin d'empêcher leur participation aux marches protestataires en cours de préparation.

### Union patriotique de Cuba
En avril 2020, Keilylli De La Mora Valle, militante de l'Union patriotique de Cuba est arrêtée « alors qu'elle fumait une cigarette dans la ville de Cienfuegos, où elle réside, et on lui a dit qu'elle ne portait pas correctement le masque ». En mars 2021, elle est libérée après 10 mois d'emprisonnement .

## Manifestations

### Août 1994
La manifestation du 5 août 1994 ou Maleconazo est une manifestation à Cuba contre le régime castriste. Elle est considérée comme l'une des plus importantes depuis le début de la révolution cubaine en 1959.

### Juillet 2021
À la suite des manifestations du dimanche 11 juillet 2021, liées aux difficultés sanitaires et économiques, Miguel Diaz-Canel demande à ses partisans de défendre la Révolution dans la rue et accuse les États-Unis d'être à l'origine de cette contestation,. Selon le média 14ymedio, il est dénombré plusieurs morts, blessés, disparus et prisonniers parmi les manifestants.

## Soutien international aux dissidents
Chaque année, Washington finance des programmes de « promotion de la démocratie » à Cuba. En 2024, le département d’État, l’Agence des États-Unis pour le développement international (Usaid) et la Fondation nationale pour la démocratie (NED) y ont consacré 20 millions de dollars.
L’International Republican Institute (IRI), affilié au Parti républicain et financé principalement par des fonds gouvernementaux, s’emploie depuis les années 2000 à « sélectionner des leaders » et à susciter la création de « réseaux au sein de la société civile dans toute l’île ». L'organisation propose également des formations ciblées « pour les étoiles montantes (…) dans l’éventualité d’une transition ».
L'efficacité de l'aide américaine à l'opposition cubaine est contestée par certains chercheurs. Pour William LeoGrande, professeur de science politique à l’université américaine de Washington, D.C., « l’État cubain a réussi à empêcher l’émergence d’une menace intérieure significative. Le problème pour les Cubains critiques envers le gouvernement, c’est qu’il est trop facile pour les dirigeants de les mettre dans le même sac que les “dissidents” soutenus par les États-Unis. C’est l’effet pervers de cette aide : elle n’ouvre pas l’espace politique, elle le ferme ».
En juin 2021, le Parlement européen reconnait dans une résolution l'« existence de prisonniers politiques, la persécution politique persistante et permanente, les actions de harcèlement et les détentions arbitraires de dissidents » à Cuba et appelle à une libération de tous les prisonniers.

## Exilés cubain

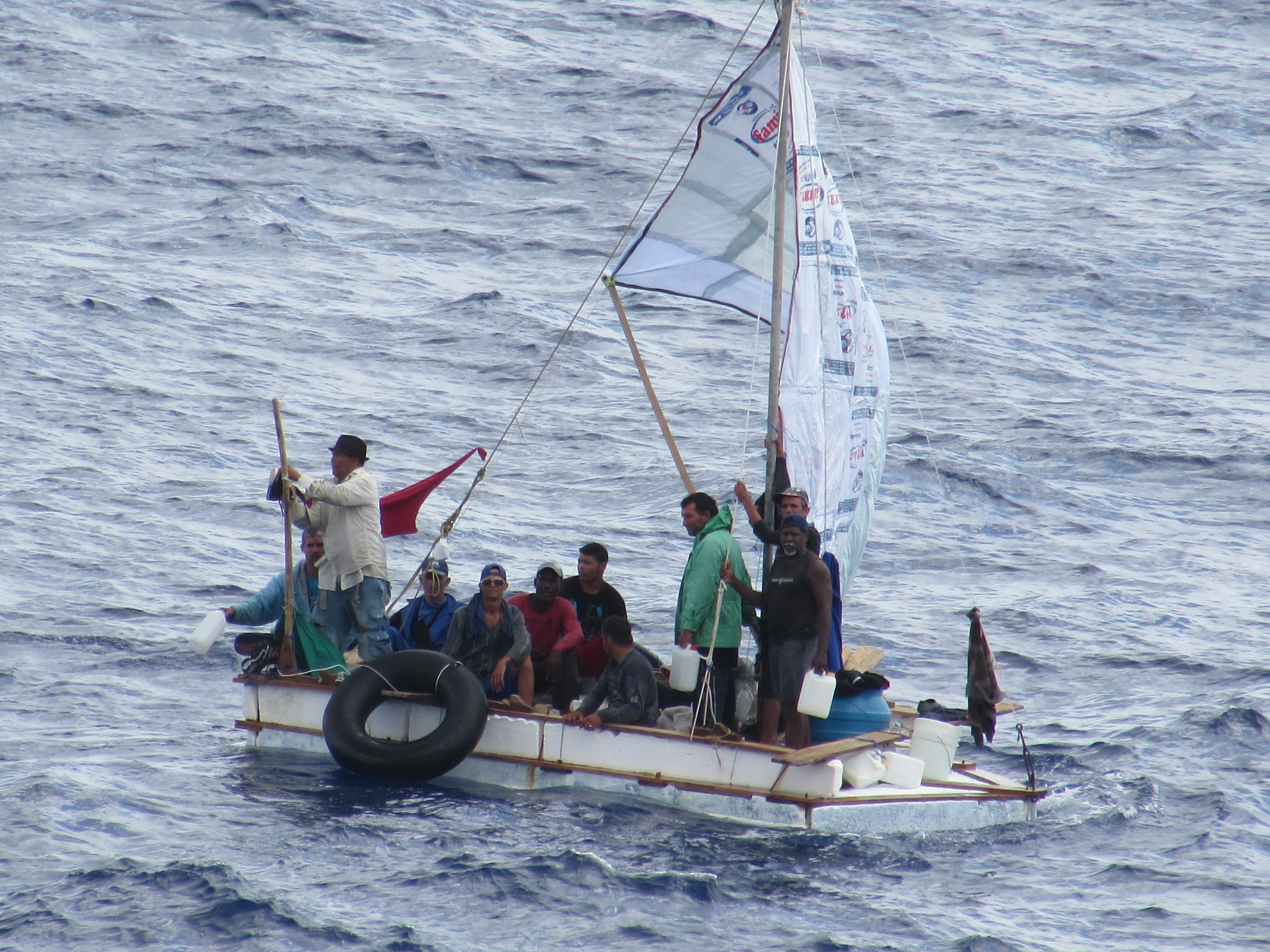
Balseros en 2014.

Entre 1959 et 2015, le déficit migratoire cumulé dépasse le million, soit 12 % de la population moyenne durant cette période. Les quatre cinquièmes des Cubains se réfugient aux États-Unis. L'exode le plus massif se passe en 1980, 125 000 Cubains peuvent quitter Cuba par le port de Mariel pour rejoindre la Floride. C'est lors de l'exode de Mariel que l'écrivain cubain Reinaldo Arenas peut quitter l'île, après des années de persécutions homophobes et politiques. À la suite de la  manifestation du 5 août 1994  (Maleconazo) , une manifestations contre le régime castriste, Fidel Castro autorise de nouveau le départ des Cubains qui souhaitent fuir l'île.
Miami joue ainsi un rôle central dans la dissidence cubaine. C'est en effet dans cette ville que sont basées la plupart des organisations anti-cubaine visant à renverser le gouvernement. De là partent des opérations militaires, souvent de type terroriste,. Fidel échappe ainsi à une dizaine d'attentats, ainsi qu'à l'empoisonnement. Mais beaucoup d'entre eux touchent les civils et les infrastructures touristiques. Leur but est de faire de Cuba une île d'insécurité - que les touristes fuient,. Or le tourisme à Cuba est un secteur vital pour l'économie du pays. Les dissidents comptent ainsi faire chuter l'économie - et avec elle le gouvernement. En 1997, par exemple, 3 bombes explosent à La Havane dans des lieux hautement touristiques - tuant un jeune Italien. En juillet et en août de la même année, trois des principaux hôtels de La Havane avaient déjà été la cible d'attentats similaires. Deux attentats supplémentaires ont eu lieu, en avril, visant la discothèque de l'hôtel Melia Cohiba, à La Havane, et un établissement de Varadero - le plus important pôle touristique du pays,. Cuba fait ainsi l'objet d'attentats réguliers et soutenus par les États-Unis. Ces actions sont perpétrées dans un but affiché de libérer Cuba du castrisme.
Les contestataires sont soutenus financièrement par les États-Unis, notamment via la NED. Il s'agit par exemple de récompenser les médias adverses : en 2020, ceux-ci touchent ainsi 145 230 $  - soit 4397 fois le salaire moyen cubain.
Pour Javier Larrondo, cofondateur de l’Union patriotique de Cuba, le régime cubain fait en sorte que les dissidents s’exilent pour réduire le nombre de prisonniers politiques dans les prisons.

## Réactions à la mort de Fidel Castro

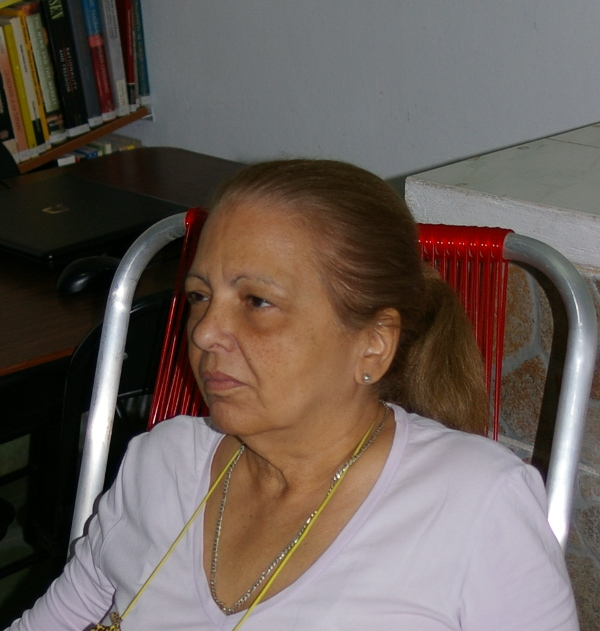
Marta Beatriz Roque.

Après avoir transmis la direction de Cuba à son frère Raúl Castro en 2006, Fidel Castro est mort le 26 novembre 2016. Les exilés cubains fêtent la mort de Fidel Castro. Par contre à La Havane les dissidents restent discret redoutant une répression accrue.
Berta Soler, de l'organisation des Dames en blanc indique : « nous ne nous réjouissons pas de la mort d'un homme, d'un être humain, ce dont nous nous réjouissons, c'est la mort des dictateurs ». De même pour  Marta Beatriz Roque, arrêtée en 2003 lors du Printemps noir: « je ne me réjouis de la mort de personne, pas même de la mort du diable ». José Daniel Ferrer García, qui travailla sur le projet Varela et fut arrêté lui aussi en 2003, considère : « Nous allons rester tranquilles, bien qu'il soit le principal responsable de la misère et de l'absence de droits politiques ».

## Documents
- Reporters Sans Frontières, Cuba, le livre noir, Paris, Découverte, 2004, 221 p.
- Principaux groupes de dissidence et opposants politiques cubains Office français de protection des réfugiés et apatrides, 21 avril 2016.

## À voir